# Герб Атырау
Герб Атырау (каз. Атырау қаласының елтаңбасы) — один из официальных символов города Атырау, Казахстан.

## История
Советский герб Гурьева
Герб в форме щита на красном фоне с широкой голубой полосой, что соответствует расцветке Государственного флага КазССР. В верхней части герба расположено название города. Посередине гербового поля — силуэтное изображение ажурной буровой вышки с вписанной по центру белой колбой. Они символизируют нефтедобывающую, нефтеперерабатывающую и химическую промышленности. В нижней части герба на голубом фоне изображен рыба осетровой породы. Силуэтное изображение рыбы и надпись выполнены под золото. Автор герба Юрий Васильевич Корнейко.
Современный герб
Современный герб города был принят в 1999 году, автор неизвестен. На гербе Атырау изображены стрелка компаса, два осётра и нефтяная вышка, поля окрашены в жёлтый и зеленый цвет, символизирующие Европу и Азию.
В 2008 году был объявлен конкурс на новый герб города, но предложенные варианты не утвердили и существующий герб доработали. В 2009 году в рамках серии «Гербы городов Казахстана» отпечатали марку с гербом Атырау.